# 523954 Guman
523954 Guman este o planetă minoră (asteroid) din centura de asteroizi. A fost descoperită pe 22 octombrie 1998 la Piszkéstetői Obszervatórium⁠(d) de Krisztián Sárneczky⁠(d) și a fost numită după István Guman⁠(d). 
Obiectul prezintă o orbită caracterizată de o semiaxă mare de 2,2244737615455 UAi, o excentricitate de 0,24852411106314, o înclinație de 5,7646161582533 ° în raport cu ecliptica.